# 毛主席，祝你万寿无疆
《毛主席，祝你万寿无疆》，又名《毛主席的光辉》，刘铁山、刘行改词编曲。
该曲在1964年10月2日人民大会堂演出的大型音乐舞蹈史诗《东方红》中为才旦卓玛领唱的“女声独唱、合唱”，位于第六场《中国人民站起来了》。